# 村井一男
村井 一男（むらい かずお、1961年3月12日 - ）は、福岡県出身の元プロ野球選手（投手）。右投右打。

## 来歴・人物
福岡県の筑紫工業高等学校（現・筑紫台高等学校）から九州産業大学に進む。1年上に高校の先輩である中原朝日、同期に左腕エースの大畑徹がおり、登板機会は多くなかったが、タイプの異なるサイドスローとして要所で活躍。福岡六大学リーグでは在学中7季連続優勝。武器はスライダー、カーブ、シンカー。
将来性を買われ、1982年のプロ野球ドラフト会議で西武ライオンズに4位指名され入団。1985年にアメリカ1A・サンノゼ・ビーズに野球留学した。
1987年3月、川本智徳と共に栗岡英智との交換で中日ドラゴンズへ移籍。背番号は牛島和彦が前年オフに移籍後、欠番となっていた17を着けたが同年オフに自由契約。
ファームでは黙々と練習する姿が評判であったが、5年間のプロ野球生活で、公式戦での一軍登板は無かった。引退後は家業を継いだ。

## 詳細情報

### 年度別投手成績
- 一軍公式戦出場なし

### 背番号
- 57 （1983年 - 1987年途中）
- 17 （1987年途中 - 同年終了）